# Peperomia bismarckiana
Peperomia bismarckiana är en pepparväxtart som beskrevs av C. Dc.. Peperomia bismarckiana ingår i släktet peperomior, och familjen pepparväxter. Inga underarter finns listade i Catalogue of Life.